# C*-алгебра
C*-алгебри (вимовляється "Це-зірка") - важлива область досліджень у функціональному аналізі.  Прототипом усіх C*-алгебр є комплексна алгебра A лінійних операторів на комплексному Гільбертовому просторі з двома додатковими властивостями:
- A є топологічно замкнутою множиною у топологічній нормі операторів.

- A є замкнутою щодо операції взяття спряженого оператора.

Вважається, що C*-алгебри почали розглядатися з огляду на їх важливість у квантовій механіці при моделюванні абстрактних фізичних спостережуваних. Дослідження почалися з робіт Вернера Гейзенберга з матричної механіки, та у 1933 році їх строго обґрунтував був Паскваль Йордан.  Відповідно фон Нейман пробував математично узагальнити структуру цих алгебр.
Близько 1943 року, у працях Ізраеля Гельфанда та Марка Наймарка було дано означення C*-алгебр без огляду на оператори.

## Абстрактне визначення
Спочатку дамо абстрактне означення C*-алгебр, дане у роботі 1943 року Гельфандом і Наймарком.
C*-алгебра, A, це банахів простір над полем комплексних чисел, разом із відображенням, * : A → A, яке зветься інволюцією. Образ елемента x з A при інволюції пишеться x*. Інволюція має наступні властивості:
- Для всіх x, y у A:

{\displaystyle (x+y)^{*}=x^{*}+y^{*}\,}
{\displaystyle (xy)^{*}=y^{*}x^{*}\,}
- Для кожного λ у C та кожного x у A:

{\displaystyle (\lambda x)^{*}={\overline {\lambda }}x^{*}.}
- Для всіх x у A

{\displaystyle (x^{*})^{*}=x\,}
- C*–тотожність стверджує, що для всіх x у A:

{\displaystyle \|x^{*}x\|=\|x\|\|x^{*}\|.}
C* тотожність еквівалентна до того, що для всіх x із A:
{\displaystyle \|xx^{*}\|=\|x\|\|x^{*}\|.}

## Приклади

### Скінченновимірні C*-алгебри
Алгебра Mn(C) n-на-n матриць над C стане C*-алгеброю, якщо ми розглянемо матриці як оператори на евклідовому просторі, Cn, та використаємо операторну норму ||.|| для матриць. Інволюція тоді буде комплексним спряженням з транспозицією.

### C*-алгебри операторів
Класичним прикладом C*-алгебри є алгебра B(H) обмежених (або що еквівалентно неперервних) лінійних операторів  визначених на комплексному гільбертовому просторі H; тут x* позначає ермітово спряжений оператор до x: H → H. Насправді, кожна C*-алгебра, A, є *-ізоморфною до замкненої за нормою підалгебри B(H) для спеціально вибраного гільбертового простору, H; це твердження називається теоремою Гельфанда-Наймарка.

## C*-алгебри і квантова теорія поля
У квантовій теорії поля, зазвичай фізичну систему описують C*-алгеброю A з одиничним елементом; самоспряжені елементи з A (елементи x із властивістю x* = x) називаються спостережуваними, і є вимірними величинами системи. Стан системи визначається як додатній функціонал на A (C-лінійне відображення φ : A → C з φ(u* u) ≥ 0 для всіх u∈A) такий що φ(1) = 1. Очікувальне значення спостережуваної x, якщо система перебуває у стані φ, є тоді φ(x).